# Capuchinho-de-garganta-preta
O capuchinho-de-garganta-preta (Lonchura kelaarti) é uma espécie de ave da família Estrildidae, residente nas colinas do sudoeste da Índia, nos Gates Ocidentais, nos Gates Orientais e no Sri Lanka. O binômio científico homenageia o zoólogo Edward Frederick Kelaart, e o nome foi atribuído por Thomas C. Jerdon em 1863.

## Hábitos
O capuchinho-de-garganta-preta é uma pequena ave gregária que se alimenta principalmente de sementes. Frequenta bosques abertos e áreas cultivadas. O ninho é uma grande estrutura de grama em forma de cúpula, sobre uma árvore ou trepadeiras, na qual são depositados de 3 a 8 ovos brancos na Índia, e geralmente cinco no Sri Lanka.